# U-70 (tàu ngầm Đức) (1940)
U-70 là một tàu ngầm tấn công  Lớp Type VII thuộc phân lớp Type VIIC được Hải quân Đức Quốc Xã chế tạo trong Chiến tranh Thế giới thứ hai. Nhập biên chế năm 1940, nó chỉ thực hiện được một chuyến tuần tra duy nhất, đánh chìm được một tàu buôn tải trọng 820 GRT và gây hư hại cho ba tàu buôn khác, trước khi bị các tàu corvette Anh đánh chìm tại Đại Tây Dương vào ngày 7 tháng 3, 1941.

## Thiết kế và chế tạo

### Thiết kế

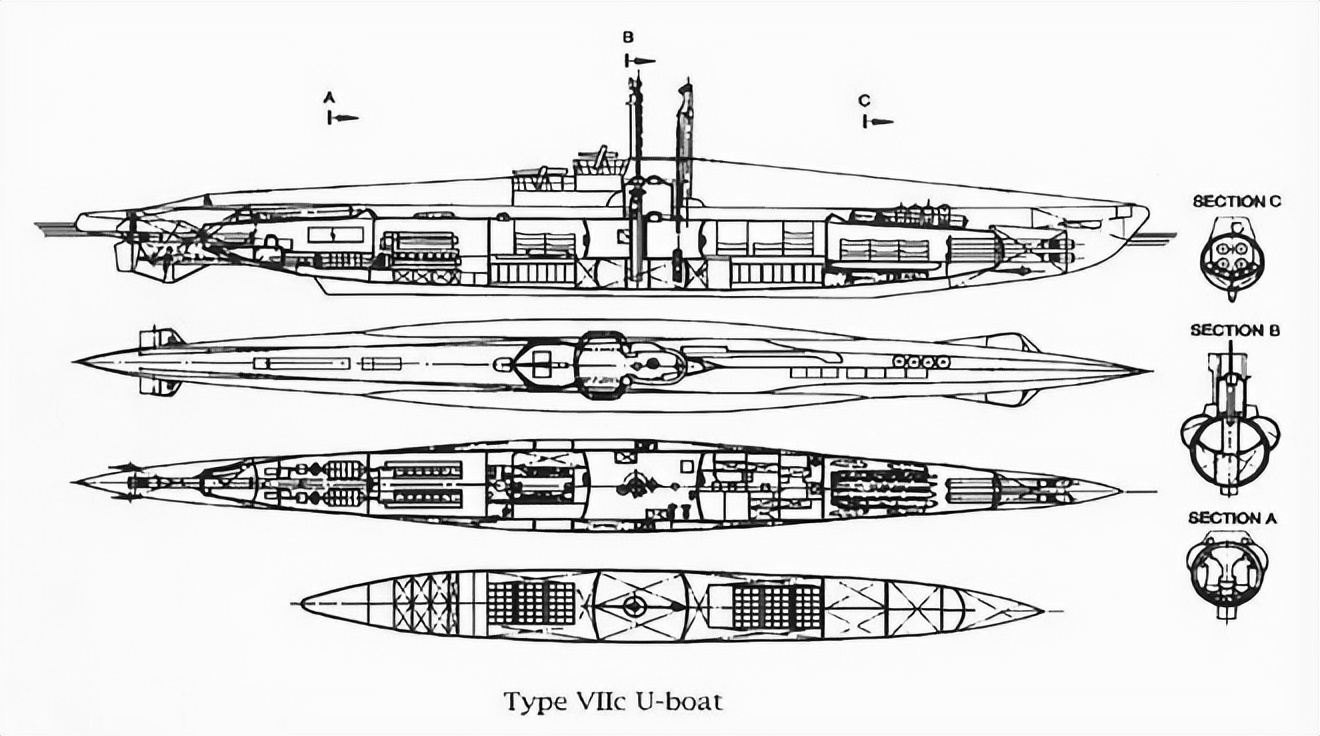
Sơ đồ các mặt cắt một tàu ngầm Type VIIC

Phân lớp VIIC của Tàu ngầm Type VII là một phiên bản VIIB được kéo dài thêm. Chúng có trọng lượng choán nước 769 t (757 tấn Anh) khi nổi và 871 t (857 tấn Anh) khi lặn). Con tàu có chiều dài chung 67,10 m (220 ft 2 in), lớp vỏ trong chịu áp lực dài 50,50 m (165 ft 8 in), mạn tàu rộng 6,20 m (20 ft 4 in), chiều cao 9,60 m (31 ft 6 in) và mớn nước 4,74 m (15 ft 7 in).
Chúng trang bị hai động cơ diesel Germaniawerft F46 siêu tăng áp 6-xy lanh 4 thì, tổng công suất 2.800–3.200 PS (2.100–2.400 kW; 2.800–3.200 bhp), dẫn động hai trục chân vịt đường kính 1,23 m (4,0 ft), cho phép đạt tốc độ tối đa 17,7 kn (32,8 km/h), và tầm hoạt động tối đa 8.500 nmi (15.700 km) khi đi tốc độ đường trường 10 kn (19 km/h). Khi đi ngầm dưới nước, chúng sử dụng hai động cơ/máy phát điện AEG GU 460/8–27  tổng công suất 750 PS (550 kW; 740 shp). Tốc độ tối đa khi lặn là 7,6 kn (14,1 km/h), và tầm hoạt động 80 nmi (150 km) ở tốc độ 4 kn (7,4 km/h). Con tàu có khả năng lặn sâu đến 230 m (750 ft).
Vũ khí trang bị có năm ống phóng ngư lôi 53,3 cm (21 in), bao gồm bốn ống trước mũi và một ống phía đuôi, và mang theo tổng cộng 14 quả ngư lôi, hoặc tối đa 22 quả thủy lôi TMA, hoặc 33 quả TMB. Tàu ngầm Type VIIC bố trí một hải pháo 8,8 cm SK C/35 cùng một pháo phòng không 2 cm (0,79 in) trên boong tàu. Thủy thủ đoàn bao gồm 4 sĩ quan và 40-56 thủy thủ.

### Chế tạo
U-70 được đặt hàng vào ngày 30 tháng 5, 1938, và được đặt lườn tại xưởng tàu của hãng Friedrich Krupp Germaniawerft tại Kiel vào ngày 19 tháng 12, 1939. Nó được hạ thủy vào ngày 12 tháng 10, 1940, và nhập biên chế cùng Hải quân Đức Quốc Xã vào ngày 23 tháng 11, 1940 dưới quyền chỉ huy của Hạm trưởng, Đại úy Hải quân Joachim Matz.

## Lịch sử hoạt động
Ngay khi nhập biên chế, U-70 gia nhập Chi hạm đội U-boat 7.

### Chuyến tuần tra duy nhất
U-70 khởi hành từ Kiel vào ngày 20 tháng 2, 1941 cho chuyến tuần tra duy nhất trong chiến tranh. Chiếc tàu ngầm băng qua khe GIUK giữa các quần đảo Shetland và Faroe để hoạt động tại vùng biển giữa Scotland và Iceland. Vào ngày 26 tháng 2, nó phóng ngư lôi đánh chìm tàu buôn Thụy Điển Göteborg 820 GRT ở vị trí về phía Nam Iceland.
Sau đó nó tham gia cùng các tàu ngầm U-47, U-99 và UA trong thành phần một bầy sói để tấn công Đoàn tàu OB 293 ở vị trí về phía Đông Nam Iceland. Lúc 04 giờ 45 phút ngày 7 tháng 3, nó phóng ra loạt ngư lôi thứ nhất, gây hư hại cho tàu chở dầu Anh Athelbeach 6.568 GRT và tàu buôn Anh Delilian 6.423 GRT; Athelbeach sau đó bị U-99 đánh chìm. Đến 07 giờ 25 phút, nó phóng ra loạt ngư lôi thứ hai, gây hư hại cho tàu chở dầu Hà Lan Mijdrecht 7.493 GRT. Tuy nhiên Mijdrecht đã phát hiện kính tiềm vọng của U-70, nên đã húc vào chiếc tàu ngầm, gây hư hại tháp chỉ huy của U-70, rồi báo cáo vị trí chiếc tàu ngầm cho các tàu hộ tống.

### Bị mất
Lúc 08 giờ 15 phút, tàu corvette HMS Camellia phát hiện U-70, nhưng đối phương lặn xuống ẩn nấp. Từ đó cho đến 10 giờ 30 phút, Camellia cùng với tàu chị em HMS Arbutus cùng  Lớp Flower đã tấn công với năm lượt mìn sâu, và sau đó Arbutus có thêm bốn lượt tấn công nữa, với tổng cộng 48 quả được thả xuống. Cuối cùng lúc 12 giờ 44 phút, U-70 buộc phải trồi lên mặt nước vả thủy thủ đoàn bỏ tàu tại tọa độ  60°15′B 14°00′T / 60,25°B 14°T. 25 người trong số 45 thành viên thủy thủ đoàn của U-70 đã sống sót và bị bắt làm tù binh chiến tranh.

### Tóm tắt chiến công
U-70 đã đánh chìm được một tàu buôn tải trọng 820 GRT, đồng thời gây hư hại cho ba tàu buôn khác:
| Ngày             | Tên tàu    | Quốc tịch      | Tải trọng | Số phận      |
| ---------------- | ---------- | -------------- | --------- | ------------ |
| 26 tháng 2, 1941 | Goteborg   | Sweden         | 820       | Bị đánh chìm |
| 7 tháng 3, 1941  | Athelbeach | United Kingdom | 6.568     | Bị hư hại    |
| 7 tháng 3, 1941  | Delilian   | United Kingdom | 6.423     | Bị hư hại    |
| 7 tháng 3, 1941  | Mijdrecht  | Netherlands    | 7.,493    | Bị hư hại    |